# Geolog

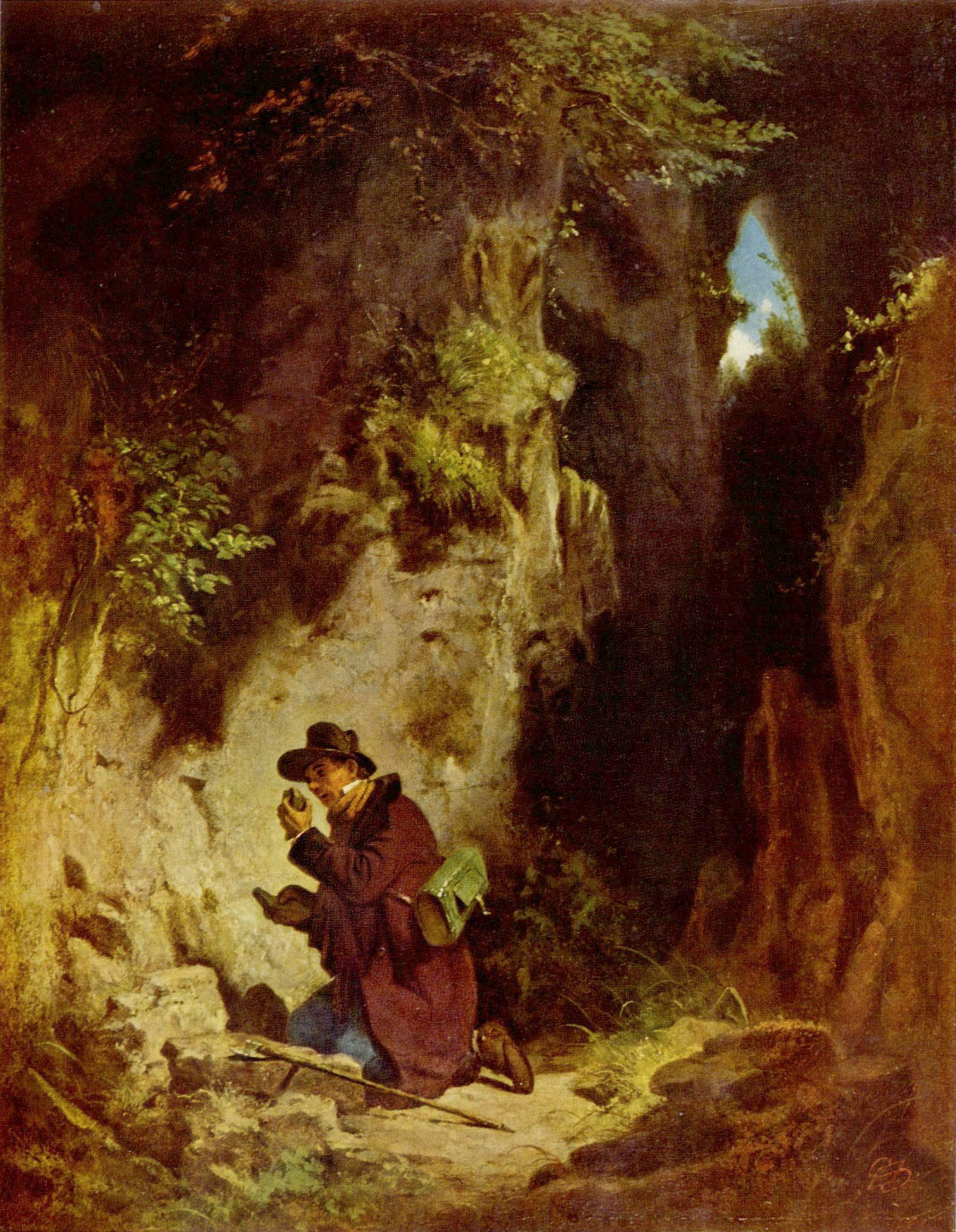
"Geologul" - Carl Spitzweg, circa 1860

Un geolog este un om de știință care se ocupă cu studiul materiei solide și lichide care alcătuiește Pământul și cu procesele care au dus la formarea lui. Astfel, geologii se ocupă de obicei cu studiul geologiei.
James Hutton este adesea considerat ca fiind primul geolog modern. 